# Konståret 1970

## Händelser

### December
- 11 december - Peter Dahls så kallade Sibyllamålning, ur sviten Liberalismens genombrott i societeten, beslagtas av polisen från samlingsutställningen Skräck på Göteborgs konsthall. Tavlan som föreställer en man som visar sitt stånd för prinsessan Sibylla stämplas som sedlighetssårande på order av kammaråklagare Erik Ekström. Tavlan återlämnades till konstnären den 24 april 1971 efter att förundersökningen lagts ned.

### Okänt datum
- Konsthantverkskollektivet 10-gruppen bildas i Stockholm

## Priser och utmärkelser
- Prins Eugen-medaljen tilldelas Sven Backström, arkitekt, Leif Reinius, arkitekt, Sigurd Persson, silversmed, och Arnold Haukeland, norsk skulptör.

## Verk
- Robert Smithson – Spiral Jetty

## Födda
- 7 februari - Nathalia Edenmont, svensk-ukrainsk fotokonstnär.
- 1 mars - Joanna Rubin Dranger, svensk illustratör och författare.
- 30 mars  - Sara Lunden, svensk sångerska, musiker och performancekonstnär.
- 31 mars - Jenny Holmlund, svensk serietecknare, illustratör och författare.
- 20 april - Palle Torsson, svensk konstnär.
- 21 april - Christopher Rådlund, svensk konstnär.
- 25 maj - Jonas Dahlberg, svensk konstnär.
- 27 oktober - Karl Backman, svensk konstnär och musiker.
- okänt datum - Peter Bergting, svensk tecknare och illustratör.
- okänt datum - Jiri Geller, finländsk konstnär.
- okänt datum - Julie Mehretu, etiopisk-amerikansk bildkonstnär.
- okänt datum - Lena Sjöberg, svensk serietecknare och illustratör.

## Avlidna
- 17 april – Rudolf Petersson (född 1896), svensk serietecknare.
- 17 maj – Sven Erixson (född 1899), svensk konstnär.
- 28 december – Arvid Mörk (född 1906), svensk konstnär.